# Gustav Hillström
Gustav Hillström (né le 20 janvier 2007 à Gävle en Suède) est un joueur professionnel suédois de hockey sur glace. Il évolue à la position de centre.

## Statistiques
| Saison    | Équipe        | Ligue     |    | Saison régulière | Saison régulière | Saison régulière | Saison régulière | Saison régulière |   | Séries éliminatoires | Séries éliminatoires | Séries éliminatoires | Séries éliminatoires | Séries éliminatoires |
| Saison    | Équipe        | Ligue     | PJ | B                | A                | Pts              | Pun              | PJ               | B | A                    | Pts                  | Pun                  |                      |                      |
| 2023-2024 | Brynäs IF U20 | SuperElit | 28 | 4                | 6                | 10               | 4                | -                | - | -                    | -                    | -                    |                      |                      |
| 2024-2025 | Brynäs IF U20 | SuperElit | 43 | 16               | 22               | 38               | 16               | 5                | 1 | 1                    | 2                    | 2                    |                      |                      |
| 2024-2025 | Brynäs IF     | SHL       | 18 | 1                | 1                | 2                | 0                | -                | - | -                    | -                    | -                    |                      |                      |